# Jordán Saský
Blahoslavený Jordán Saský (před 1200 – 1237) byl prvním nástupcem sv. Dominika v čele řádu dominikánů. Proslul jako výborný kazatel.

## Život
Jordán se narodil někdy před rokem 1200 v Borgberge u Paderbornu v oblasti severního Porýní. Dosáhl značného vzdělání a posléze vstoupil do řádu dominikánů. Podle legendy před vstupem k dominikánům kolísal, zda se nepřidat k valdenským, u kterých mu imponovala jejich vážnost jednání.
V roce 1221 se stal po sv. Dominikovi druhým generálním představeným řádu. Proslul jako výborný kazatel. Při kázáních projevoval charisma a pochopení pro problémy obyčejných lidí. Za jeho působení vzniklo mnoho nových dominikánských konventů.
Podnikal řadu cest po světě. Dle legendy nechával, když přišel do některého univerzitního města, zhotovit mnoho dominikánských hábitů a za množství nově vstupujících do řádu dokonce platil jejich dluhy, i když kvůli tomu musel zastavovat své knihy.

## Smrt
Cestování se mu stalo osudným. Při návratu z Palestiny v roce 1237 jeho loď ztroskotala a on se utopil. Pohřben byl v dominikánském kostele v Akkonu v dnešním Izraeli.
Liturgická památka bl. Jordána se slaví 13. února.